# Świtka jaskrówka
Świtka jaskrówka (Phytomyza ranunculivora) – gatunek muchówki z podrzędu krótkoczułkich i rodziny miniarkowatych.
Gatunek ten opisany został w 1932 roku przez Ericha Martina Heringa.
Larwy tych muchówek żerują minując liście jaskrów. Miny są korytarzowe, najpierw zielonkawe, potem bielejące. Zlokalizowane są na górnej stronie liścia. Chodniki są długie, a znajdujące się w nich odchody gruboziarniste i rozmieszczone w dużych odległościach od siebie.
Przepoczwarczenie poza miną. Puparium żółte do pomarańczowożółtego. Jego tylne przetchlinki opatrzone 12 bulwkami, tworzącymi prawie pełny okrąg.
Miniarka znana z Austrii, Balearów, Białorusi, Czech, Danii, Estonii, Finlandii, Francji, Litwy, Niemiec, Norwegii, Polski, Słowacji, Szwecji i Wielkiej Brytanii. W Polsce pospolita na różnych jaskrach, jednak rzadsza niż świtka jaskrolubka.